# Stenochlaena cochinchinensis
Stenochlaena cochinchinensis là một loài thực vật có mạch trong họ Blechnaceae. Loài này được (Fée) Underw. miêu tả khoa học đầu tiên năm 1906.